# Pszów (gromada)
Pszów – dawna gromada, czyli najmniejsza jednostka podziału terytorialnego Polskiej Rzeczypospolitej Ludowej w latach 1954–1972.
Gromady, z gromadzkimi radami narodowymi (GRN) jako organami władzy najniższego stopnia na wsi, funkcjonowały od reformy reorganizującej administrację wiejską przeprowadzonej jesienią 1954 do momentu ich zniesienia z dniem 1 stycznia 1973, tym samym wypierając organizację gminną w latach 1954–1972.
Groamda Pszów z siedzibą GRN w Pszowie (wówczas wsi) utworzono – jako jedną z 8759 gromad na obszarze Polski – w powiecie rybnickim w woj. stalinogrodzkim, na mocy uchwały nr 22/54 WRN w Stalinogrodzie z dnia 5 października 1954. W skład jednostki weszły obszary dotychczasowych gromad Pszów i Krzyżkowice ze zniesionej gminy Pszów w tymże powiecie.
13 listopada 1954 (z mocą obowiązująca wstecz od 1 października 1954) gromada weszła w skład nowo utworzonego powiatu wodzisławskiego w tymże województwie, gdzie równocześnie została zniesiona w związku z nadaniem jej statusu miasta, dla którego ustalono 40 członków miejskiej rady narodowej.
27 maja 1975 miasto włączono do Wodzisławia Śląskiego. 30 grudnia 1994 Pszów odzyskał samodzielność jako odrębne miasto.